# Thomas H. Neary

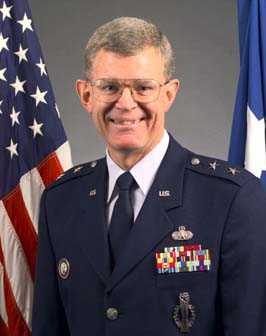
Thomas H. Neary

Thomas H. Neary (* 7. März 1945 in Nampa, Canyon County, Idaho; † 22. Februar 2017 in Liberty Lake, Spokane County, Washington) war ein Generalmajor der United States Air Force. Er war unter anderem Kommandeur der 20. Luftflotte.
Er war ein Sohn von Joseph Patrick Neary und dessen Frau Elizabeth Winifred Straw. Er besuchte die öffentlichen Schulen seiner Heimat und studierte danach an der University of Idaho. Über deren ROTC-Programm gelangte er im Jahr 1968 in das Offizierskorps des United States Air Force. In dieser durchlief er anschließend alle Offiziersränge vom Leutnant bis zum Zwei-Sterne-General.
Im Lauf seiner militärischen Karriere absolvierte er verschiedene Kurse und Schulungen. Dazu gehörten unter anderem eine Ausbildung zum Geografen (statistical geography). Er besuchte dann die Squadron Officer School auf der Maxwell Air Force Base in Alabama; das Air Command and Staff College, das sich ebenfalls auf der Maxwell AFB befindet und das National War College in Fort Lesley J. McNair in Washington, D.C. Außerdem erhielt er einen akademischen Grad von der Harvard Kennedy School.
In seinen frühen Jahren als Offizier der Luftwaffe war er an verschiedenen Stützpunkten in den Vereinigten Staaten stationiert. Dabei war er als militärischer Kartograf, Raketenoffizier oder Stabsoffizier bei unterschiedlichen Einheiten tätig. Dazwischen absolvierte er die erwähnten Schulungen. Als Stabsoffizier war er unter anderem im Hauptquartier der Air Force tätig.
Zwischen Juli 1986 und Juli 1987 war er als Oberst Leiter der Stabsabteilung für Operationen beim 485. Taktischen Raketengeschwader, das auf der Florennes Air Base in Belgien stationiert war. In der Folge verblieb er in Belgien. Bis zum Juli 1989 gehörte Neary dem Stab des NATO-Hauptquartiers in Mons an. Danach gehörte er bis zum Juli 1990 als senior Air Force fellow dem Rat für auswärtige Beziehungen (Council on Foreign Relations) in New York City an.
Seine nächste Mission führte ihn auf die Whiteman Air Force Base in Missouri. Bis zum Januar 1992 gehörte er dort in unterschiedlichen Funktionen dem Stab des 351. Strategischen Raketengeschwaders (351st Strategic Missile Wing) an. Zuletzt war er dessen stellvertretender Kommandeur. Danach übernahm er auf der Malmstrom Air Force Base in Montana das Kommando über das 341. Raketengeschwader (341st Missile Wing), das er zwischen Januar 1992 und Juli 1993 innehatte. Anschließend kommandierte er bis zum Oktober 1994 auf der Francis E. Warren Air Force Base in Wyoming das 90. Raketengeschwader (90th Missile Wing).
Anschließend erfolgte seine Versetzung zur Offutt Air Force Base in Nebraska. Dort gehörte Thomas Neary bis zum Februar 1997 in unterschiedlichen Funktionen dem Stab des United States Strategic Commands an. Zuletzt war er Abteilungsdirektor in dessen Stabsabteilungen für Operationen und Logistik (director, Operations and Logistics, J-3 and J-4, U.S. Strategic Command). Danach wurde er zum Pentagon versetzt. Zwischen Februar 1997 und September 1998 war er als (director of nuclear and counterproliferation) Stabsoffizier in der Abteilung für Luft und Raumoperationen.
Am 4. September 1998 übernahm Thomas Neary als Nachfolger von Donald G. Cook auf der Francis E. Warren Air Force Base in Wyoming das Kommando über die 20. Luftflotte. Gleichzeitig kommandierte er auch die ICBM-Task Force 214, die dem United States Strategic Command unterstand. Diese Aufgaben nahm er bis zum 19. Juli 2000 wahr, als Timothy J. McMahon seine Nachfolge antrat. Anschließend schied er aus dem aktiven Militärdienst aus.
Nach seiner Pensionierung arbeitete Neary für einige Zeit in Washington, D.C. für eine Beraterfirma auf dem Verteidigungssektor. Danach wurde er für die Defense Threat Reduction Agency tätig. Mit seiner Frau Barbara Joan Harrison verbrachte er ab 2005 seinen Lebensabend in Liberty Lake im Bundesstaat Washington. Dabei war er in Teilzeit immer noch für einige Regierungsorganisationen tätig. Außerdem engagierte er sich in der dortigen katholischen Kirchengemeinde. Er starb am 22. Februar 2017 an den Folgen einer ALS Erkrankung.

## Daten der Beförderungen
| Abzeichen | Rang               | Jahr              |
| --------- | ------------------ | ----------------- |
|           | Second Lieutenant  | 15. November 1969 |
|           | First Lieutenant   | 15. November 1970 |
|           | Captain            | 15. Mai 1972      |
|           | Major              | 1. September 1978 |
|           | Lieutenant Colonel | 1. November 1981  |
|           | Colonel            | 1. November 1985  |
|           | Brigadier General  | 20. Mai 1993      |
|           | Major General      | 1. Februar 1997   |

## Orden und Auszeichnungen
Thomas Neary erhielt im Lauf seiner militärischen Laufbahn unter anderem folgende Auszeichnungen:
- Air Force Distinguished Service Medal
- Defense Superior Service Medal
- Legion of Merit
- Defense Meritorious Service Medal
- Meritorious Service Medal
- Air Force Commendation Medal